# Marsonetto
La Marsonetto è stata una casa automobilistica francese, attiva dal 1958 e al 1972.

## Storia e modelli
Fondata a Villeurbanne nel 1946 da Mario Marsonetto, l'azienda si dedicò con successo alla realizzazione di carrozzerie speciali per automezzi industriali, conseguendo un importante know-how nella costruzione di telai e sovrastrutture portanti per autoveicoli.

### La "Luciole"
Nella seconda metà degli anni cinquanta, il fondatore decise di approntare un prototipo di piccola vettura sportiva, denominata Marsonetto Luciole che fu presentata al Salone di Parigi del 1958 e costruita in piccola serie, negli anni successivi, con motorizzazioni Renault 4CV e Panhard Dyna Z. L'originalità delle vetture portò alla casa una grande notorietà, sproporzionata rispetto alla minuscola produzione, ma divenne nota come "Marsonnetto", a causa di un errore tipografico sui dépliant, pedissequamente ripreso da tutti gli organi di stampa.

### La "Mars 1"
Nel 1965 Mario Marsonetto realizzò il prototipo "Mars 1", combinando le soluzioni telaistiche tubolari sperimentate dalla Zagato, con i motori Renault 8 e una carrozzeria in materiale sintetico. La "Mars 1", coupé profilata con 4 posti e trazione anteriore fu presentata al Salone di Parigi del 1966. Tuttavia, nonostante fosse stato annunciato l'inizio della produzione per l'anno successivo, i problemi di progettazione di nuovi organi meccanici, necessari all'adattamento della motorizzazione Renault 8 per una trazione anteriore, convinsero Marsonetto ad avviare una nuova fase di sviluppo del prototipo.

### La "1600 GT"

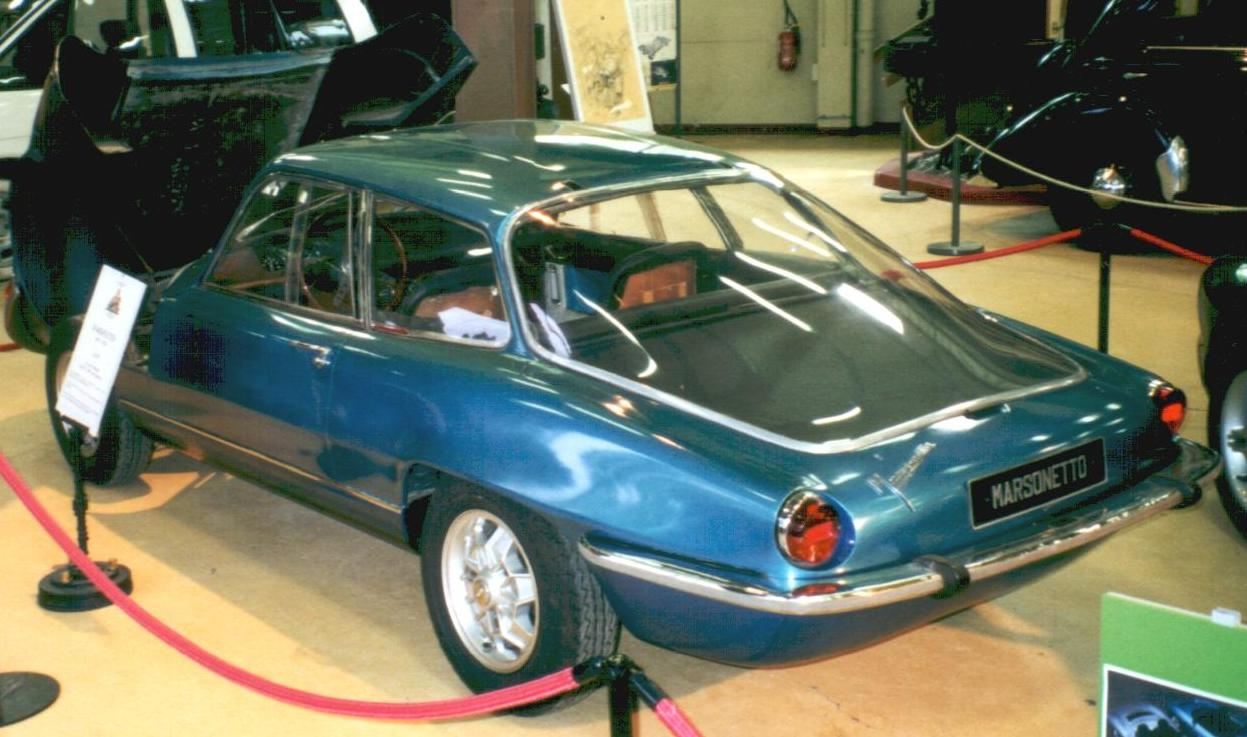
Marsonetto 1600 GT del 1968

Dopo due anni di studi e sperimentazioni, al Salone di Parigi del 1968 venne presentata la Marsonetto 1600 GT, con la medesima impostazione tecnica della "Mars 1", ma dotata della nuovissima motorizzazione "Renault 16 TS", probabilmente ottenuta da Mario Marsonetto grazie ai buoni uffici del connazionale Amedeo Gordini.
La vettura fu accolta favorevolmente dalla stampa specializzata, sia per la linea particolarmente sportiva, ma dotata di ampio lunotto apribile tipo liftback, sia per le moderne soluzioni tecniche che comprendevano le sospensioni a ruote indipendenti e l'impianto frenante a 4 dischi. Vasta impressione destò anche la velocità massima di 220 km/h, raggiungibile nonostante la motorizzazione di serie, grazie alla profilatura aerodinamica e al peso di soli 575 kg, ottenuto con la carrozzeria in vetroresina.
La "1600 GT" fu prodotta, sempre in piccola serie, fino al 1972, anno in cui la Marsonetto concluse la propria esperienza di costruttore automobilistico, proseguendo l'attività di carrozzeria industriale e poi trasformandosi in una concessionaria FIAT, tuttora esistente.